# محلة المياسة
المياسة أو محلة المياسة حي من أحياء الموصل القديمة في العراق، يقع في الجهة الغربية من محلة الرابعية. تقطنها نسبة كبيرة من المسيحيين الكلدان.

## أصل التسمية
نسبة إلى امرأة صالحة اسمها (ميّاسة) كانت لها خيمة في أرض المحلّة.

## معالمه
- جامع المحسنين (فرسخ سابقا): أعيد بناؤه أكثر من مرة، آخرها عام 1425 هـ. وله بابان الامام الكبير ويطل على محلة المحموديين والثاني يطل على محلة المياسة.[3]
- كنيسة مسكنتا : هي كاتدرائية مطرانية  الكلدان في الموصل وقد كانت  منذ أوائل  القرن التاسع عشر  وحتى عام 1960 كاتدرائية  بابل على الكلدان  وشيدت على اسم القديسة  مسكنته (شيرين ) وابنيها  في حدود القرن العاشر.[4]
- كنيسة شمعون الصفا: وهي أقدم كنائس الكلدان في مدينة الموصل وبنيت على اسم بطرس زعيم الحواريين الذي عرف بـ«شمعون الصفا». يعتقد أنها بنيت في القرن الثالث عشر للميلاد، وكان آخر ترميم لها في سنة 1936م.[5]